# Dinoponera quadriceps
Dinoponera quadriceps là một loài không có nữ hoàng trong Ponerinae phân họ. Các loài, được biết đến từ Brazil, tương tự như Dinoponera mutica và sử dụng nọc độc để bảo vệ con mồi lớn và phòng thủ. Nọc độc của nó có thể được sử dụng cho ngành dược phẩm.

## Phân loại
Dinoponera quadriceps được tìm thấy ở Caatingas, Cerrados, rừng ẩm vùng cao và rừng Đại Tây Dương ở các bang Alagoas, Bahia, Ceará, Paraiba, Pernambuco và Rio Grande do Norte ở Brazil. Trong tất cả Dinoponera, Dinoponera quadriceps có các khuẩn lạc lớn nhất với trung bình 80 công nhân (khoảng 26-238). Đuôi vòm đùi (Dinoponera quadriceps) thường làm tổ ở gốc cây. Quan sát của tổ Dinoponera quadriceps cho thấy trong môi trường sống khô cằn Cây và Cây Cerrado, tổ chủ yếu được xây dựng dưới tán cây, trong khi ở rừng Đại Tây Dương 60% của tổ cách 3 mét từ bất kỳ cây nào. Các tổ sâu hơn ở Dinoponera quadriceps (và Dinoponera australis) hơn Dinoponera gigantea, Monnin et al. (2003) cho thấy các tổ sâu hơn có thể thích nghi theo mùa và sự khô khan.

## Mô tả
Con lao động của loài này được nhận biết bởi lớp vỏ nhỏ tinh vi, không có bóng, góc tròn phía trước tròn, thiếu một quy trình giống như răng, mặt bụng của đầu không có bất kỳ vết sẹo nào và sự xáo trộn dài / chói lóa. Con đực được phân biệt bởi các bộ lông dài tốt của đoạn phân đoạn thứ hai, màu nâu nhạt, các hốc hẹp dài, volsella với hai răng cơ bản nhỏ và thiếu thùy trên cạnh xa của digitus volsellaris.
Dinoponera quadriceps có thể bị lẫn lộn với Dinoponera mutica, nhưng có một phần tinh vi nhỏ điêu khắc không sáng bóng, thiếu các đường nẹp viền và có cuống phổi nổi lên cạnh trước móng trước, tương phản với phần da của microsculptured của Dinoponera mutica, vây có vân và cánh hoa với các góc ngang, không phồng lên. Dinoponera quadriceps và Dinoponera mutica khác nhau trong các vệt mô tả vi, viền gạc và hình dạng cánh hoa. Các bản phân bố cho thấy khoảng cách giữa hai loài này là 900 km, nhưng nếu các mẫu vật được tìm thấy với sự kết hợp các nhân vật trong khu vực Tocantins và Goias miền bắc thì những loài này có thể cần được đồng nghĩa hóa.

## Sinh học
Giống như các Dinoponera khác, Dinoponera quadriceps thiếu nữ hoàng và tất cả các cá nhân đều có hình thái giống nhau và có khả năng sinh sản. Trong quadriceps Dinoponera, hệ thống phân cấp thống trị có xu hướng tương đối ngắn, chỉ có một vài cá thể chủ động cạnh tranh để sinh sản. Dinoponera quadriceps có mô hình hoạt động theo mùa. Hoạt động mạnh nhất vào tháng 5-tháng 8, mùa mưa cuối mùa khô sớm ở vùng khô cằn Caatinga. Hoạt động có mối tương quan tiêu cực với nhiệt độ và tương quan dương với sự thịnh hành của con mồi. Chế độ ăn uống Dinoponera quadriceps đã được chứng minh là động vật có xương sống không bị ăn mòn chủ yếu, nhưng bao gồm mồi sống, hạt và trái cây. Chế độ ăn uống dường như rất giống nhau giữa các chi, bất kể môi trường sống, và sự đa dạng phân loại của con mồi tương đương với các loài cá nhiệt đới khác.

### Nọc độc
Đối với việc săn mồi và phòng vệ lớn, con lao động có vết nứt gây ra chứng đau kéo dài đến 48 giờ. Do tính đa dạng cao của các hợp chất và hiệu ứng toàn thân, nọc độc có thể được sử dụng cho ngành dược phẩm. Ví dụ, Sousa et al. (2012) đã chứng minh ở chuột rằng nọc độc từ Dinoponera quadriceps có tính chất chống ung thư. Các tác giả lưu ý rằng dân số địa phương ở đông bắc Braxin sử dụng các con quế Dinoponera quadriceps nghiền nát để điều trị bệnh nhồi máu, và các con kiến sống của kiến được điều trị cho chứng đau lưng và thấp khớp.